# Български младежки съюз „Отец Паисий“
Български младежки съюз „Отец Паисий“ – БМС ОП, е българска младежка обществена организация. Създадена в София спонтанно, между двете световни войни, включва в себе си хора с различни политически убеждения и социален произход, обединявайки ги чрез идеите на национализма. БМС ОП е младежка просветна организация, младежко крило на „Всебългарски съюз Отец Паисий“.
Из устава на Български младежки съюз „Отец Паисий“:
чл. 3. Българският младежки съюз „Отец Паисий“ съществува и работи в името на възмогването, благоденствието и величието на България.
Въпреки че първоначално включва хора с различни политически убеждения, впоследствие БМС ОП започва все по-силно да си съперничи с Работническия младежки съюз на идеологическа основа. През 1936 година, след като не успяват да преориентират организацията към по-активна политическа дейност, група нейни активисти основават Съюза на ратниците за напредъка на българщината. След 9 септември 1944 г. организацията, подобно на „Бранник“, е обявена за фашистка, членовете на ръководството са избити или интернирани. Последен главен челник (председател) на БМС ОП преди 9 септември е Светослав Нелчинов (1914 – 2003 г.).